# Віцендзос Корнарос
Вінчентзос Корнарос (грец. Βιτσέντζος Κορνάρος), або Вінченцо Корнаро, також Вікентій Корнарос (грец. Βικέντιος Κορνάρος, 1553 — 1613/1614) — критський письменник доби Відродження в Греції; автор поеми «Еротокрітос», один з провідних представників Критської школи.

## Біографія
Про життя Вінчентзоса Корнароса відомо небагато. Дослідники спираються переважно на відомості, які про себе залишив сам Корнарос в останніх строфах «Еротокрітоса». Вважається, що він народився 1553 року в заможній родині у Трапезонді, що нині входить до складу сучасного муніципалітету Сітія, ном Ласітіон. У Трапезонді Корнарос жив приблизно до 1590 року, потім він переїхав в Кандії (нині Іракліон), де одружився з Марієттою Зено. Подружжя мало двох спільних дочок Єлену і Катерину.
1591 року Корнарос став управителем, а під час спалаху чуми з 1591 по 1593 роки він працював санітарним інспектором. Він проявляв неабиякий інтерес до літератури і був членом літературної групи під назвою Accademia degli Stravaganti (Академія дивного), яка була заснована його братом і письменником Андреасом Корнаросом.
Помер Вінчентзос Корнарос у Кандії 1613 (або 1614) року. Похований в церкві Святого Франциска. Причина його смерті залишається невідомою.

## Основні твори
Ранній твір Корнароса — драма «Жертва Авраама», прототипом якої слугувала п'єса італійського письменника Луїджі Крото під назвою «Ісаак».
Свою поему «Еротокрітос» Вінчентзос Корнарос написав близько 1640 року живою народною мовою. Пізніше в XIX столітті «Еротокрітос» слугував джерелом натхнення для Діонісіоса Соломоса і справив значний вплив на таких грецьких поетів, як Костіс Паламас, Костас Крісталліс, Йоргос Сеферіс.

## Вшанування пам'яті
- Ім'я Вінчентзоса Корнароса носить одна з площ Іракліона[4], на якій, до того ж, встановлено пам'ятник головним героям поеми Еротокрітосу та Аретусі[5].
- Іменем Вінчентзоса Корнароса названий пором компанії Lane Line[6], побудований 1976 року[7]. Він з'єднує грецькі острови Кітера і Антикітера з островом Крит, Пелопоннесом і портом Пірея.